# Nogizaka Haruka no Himitsu
Nogizaka Haruka no Himitsu (jap. 乃木坂春香の秘密, dt. „Haruka Nogizakas Geheimnis“) ist eine japanische Light-Novel-Reihe des Autors Yūsaku Igarashi, die mit Illustrationen von Shaa versehen wurde. Die ersten Kapitel der Light Novel erschienen im Jahr 2002 innerhalb des Magazins Dengeki hp, das von Media Works herausgegeben wurde. Die erste eigenständige Veröffentlichung als Buch folgte im Jahr 2004. Aufbauend auf dem Erfolg der Light Novel entstanden Adaptionen in Form eines Mangas im Jahr 2006, dem eine Anime-Fernsehserie und eine Umsetzung als Ren’ai-Adventure für die PlayStation 2 im Jahr 2008 folgte.

## Handlung
In der privaten Hakujō-Schule besuchen der gewöhnliche und durchschnittliche Schüler Yūto Ayase und die von allen bewunderte, reiche und attraktive Haruka Nogizaka denselben Jahrgang. Von den Gerüchten über ihre Person in den Himmel gelobt baut sich eine unsichtbare Wand zwischen Haruka und ihren Mitschülern auf, die ihr sogar französische Rufnamen wie Nuit Étoile (白銀の星屑, Nyui etowāre, dt. „Silberner Sternhimmel“) oder Lumière du Clavier (鍵盤上の姫君, rumiēru du kuravie, dt. „Prinzessin über der Klaviatur“) geben. Eines Tages soll Yūto für seinen guten Freund und Otaku Nobunaga Asakura ein überzogenes Buch in die Schulbibliothek zurückbringen. Dabei stößt er mit Haruka zusammen und kommt hinter ihr größtes Geheimnis – sie ist ein riesiger Fan von Animes, Mangas und der Otaku-Kultur an sich. Er verspricht ihr dieses Geheimnis bestmöglich zu bewahren und es baut sich eine enge Freundschaft zwischen den beiden auf.
Nach und nach lernt er die Mitglieder von Harukas Familie kennen. Dazu gehören Harukas jüngere Schwester Mika, ihr Anime und Manga hassender Vater, ihre ihren Vater unter Kontrolle haltende Mutter und diverse Dienstmädchen mit verrückten Hobbys und Eigenheiten. Yūtos Familie scheint im Anime jedoch nur aus seiner Schwester Ruko und seiner Lehrerin Yukari zu bestehen. Beide verhalten sich wie zwei versoffene Schwestern und lassen betrunken keine Gelegenheit aus, um sich mit Essen vollzustopfen oder die anderen Gäste anzugraben. Im Manga hingegen besitzt er mit Ruko eine stets bemühte, aber fast nie anwesende ältere Schwester.
Als Yūtos und Harukas Freundschaft unter ständiger Beobachtung von Mika immer inniger wird taucht eines Tages mit Shiina Amamiya eine weitere gute Piano-Spielerin in der Schule auf. Es bildet sich eine Dreiecksbeziehung zwischen Yūto, Haruka und Shiina. Ausgehend von dieser Situationen kommt es zu zahlreichen komischen Situationen, die den Kern des Mangas ausmachen, während die Fernsehserie mit einem Happy End zwischen Yūto und Haruka beendet wird.

## Charaktere

### Hauptcharaktere
Yūto Ayase (綾瀬 裕人, Ayase Yūto)
Yūto ist der männliche Protagonist der Handlung. Er ist ein gewöhnlicher Schüler im zweiten Jahrgang, der durch einen Zufall in das Geheimnis seiner hoch angesehenen Mitschülerin Haruka eingeweiht wird. Sich dadurch näher mit Haruka beschäftigend, baut er eine tiefe Freundschaft zu ihr auf und unterstützt sie in ihren Ambitionen als Otaku. Seine Familie besteht aus seinen nie anwesenden Eltern und seiner älteren Schwester Ruko, die viel beschäftigt ihm viele Aufgaben des Haushalts überlassen muss. Dies führt auch dazu, dass er die meiste Zeit eigentlich nur seine Ruhe haben will. Vor einer Beziehung mit Haruka hat er jedoch die unbegründete Angst nicht in das Bild einer so reichen Familie passen zu können und ihr offizieller Freund zu sein.
Haruka Nogizaka (乃木坂 春香, Nogizaka Haruka)
Als weibliche Protagonistin ist sie die reiche und von den Schülern hoch angesehene Protagonistin, die ihre starke Zuneigung zu Manga und Anime zu verstecken versucht. Als sehr geübte und gefeierte Piano-Spielerin verlor sie bereits einmal in der Mittelschule ihr Ansehen, als ihre Mitschüler ihr Geheimnis aufdeckten. Seitdem hält sie sich diesbezüglich stark bedeckt und nutzt die Bibliothek der Schule um dennoch Manga lesen zu können. Eine besondere Schwäche hat sie für die in der Buchreihe als berühmt dargestellte Manga-Reihe Innocent Smile, deren erste Ausgabe sie von dem noch sehr jungen Yūto zu einer Zeit erhielt, an die sich beide kaum noch erinnern können. Bereits damals mit ihrem Vater diesbezüglich im Streit über ihre Ambitionen als Otaku gelegen, nahm sie diese erste Ausgabe an und ist seither auf diese Serie fixiert. Trotz ihrer guten schulischen Leistungen gibt sie offenkundige Schwächen beim Zeichnen frei. So erstellte sie mehrfach Yūto Übersichtskarten für gemeinsame Einkäufe in Akihabara, die nur mit Mühe und Not als solche erkennbar sind. Von dieser Schwäche weiß sie jedoch nichts, da es niemand über das Herz brachte ihr diesbezüglich die Wahrheit zu sagen.

### Mitschüler und Lehrer
Nobunaga Asakura (朝倉 信長, Asakura Nobunaga)
Er ist ein Kindheitsfreund von Yūto und besucht ebenfalls die Privatschule. Trotz seiner starken und offenen Veranlagung als Otaku wird er von seinen Mitschülerinnen als Bishōnen (dt. schöner Junge) angesehen. Durch sein Hobby kennt er sich bestens in Akihabara aus und ist dort fast überall bekannt. Wegen seiner enormen Einkäufe wird er in den Geschäften auch als „Kaiser“ bezeichnet.
Yukari Kamishiro (上代 由香里, Kamishiro Yukari)
Innerhalb der Geschichte häufig von Yūto als „sexuelle Belästigung“ bezeichnet, ist sie die stellvertretende Klassenlehrerin innerhalb der Privatschule. Stets in Gelächter verfallen, genießt sie es, aufständische Schüler zu traktieren. Als unverheiratete Frau und Musiklehrerin verbrachte sie längere Zeit im Haus von Yūto. Sie ist 23 Jahre alt, bezeichnet sich selbst aber „ewig junge Siebzehnjährige“. Im Anime besäuft sie sich häufig zusammen mit Yūtos Schwester Ruko und nutzt jede noch so kleine Gelegenheit, um sich entkleiden.
Shiina Amamiya (天宮 椎菜, Amamiya Shiina)
Als Austauschschülerin besucht Shiina dieselbe Klasse wie Yūto. Im direkten Vergleich belegte sie im „London Piano Contest“ den zweiten Platz hinter Haruka. Ähnlich wie Haruka besitzt sie eine sehr positive, freundliche und soziale Art. Als sie immer wieder per Zufall mit Yūto zusammenstößt, redet sie sich ein, dass es dafür einen besonderen Grund dafür geben müsse. Durch ihr Auftauchen baut sich eine Dreiecksbeziehung zwischen ihr, Yūto und Haruka auf, die das Gleichgewicht in der Beziehung stark durcheinanderbringt.
Tōka Tenōji (天王寺 冬華, Tenōji Tōka)
Sie ist eine noch junge Schülerin im ersten Jahrgang der Klasse drei. In der Schule ist sie wegen ihrer dominanten und arroganten Persönlichkeit als „Princess Blizzard“ bekannt. Sie stammt ebenfalls aus einer sehr reichen Familie die zu der Familie Harukas in Konkurrenz steht. Dabei strebt sie stets vorwärts mit ihrem selbst erklärten Ziel die Weltherrschaft zu übernehmen. Im Anime hatte sie nur einen kurzen Cameo-Auftritt.
Mai Asahina (朝比奈 麻衣, Asahina Mai)
Sie ist eine sehr stille Mitschülerin von Yūto, aber dennoch die Vizepräsidentin des Naginatadō-Clubs. Sie freundet sich daher sehr schnell mit Shiina an. Im Anime hatte auch sie nur einen kurzen Cameo-Auftritt.
Nagai, Takenami und Ogawa (永井・竹浪・小川)
Die drei bilden eine Gruppe von Schülern in Yūtos Klasse und werden gewöhnlich als san-baka (dt. „drei Idioten“) referenziert, da sie immer wieder die seltsamsten Diskussionen führen. Im Anime wurde sie nur kurz gezeigt.
Mahiro Asakura (朝倉 真尋, Asakura Mahiro)
Sie ist die jüngere Schwester von Nobunaga Asakura. Von ihrem Bruder wird sie als eine hoffnungslose Person mit einem schlechten Richtungssinn beschrieben. Sie selbst wiederum hält ihren Bruder für einen Idioten und verachtet seine Hobbys als Otaku. Im Anime taucht sie nicht auf.
Keiji Sendai (千代 啓二, Sendai Keiji)
Bekannt als „verrückter Hund“ ist er der selbsterklärte „natürliche Feind der Akiba-kei“. Dennoch wird er von Yūto sowohl in Akihabara als auch auf dem Comiket gesehen. Dieser Charakter stammt ursprünglich aus der von Shaa gezeichneten Manga-Reihe Kyōhaku Dog's. Im Anime hatte auch er zusammen mit Setsuna nur einen kurzen Cameo-Auftritt.
Setsuna Yatsusaki (八咲 せつな, Yatsusaki Setsuna)
Auch sie besucht dieselbe Klasse wie Yūto. Sie ist als „gewissenhafter Hund Hachikō“ bekannt. Anders als ihr Name vermuten lässt, ist sie sehr tollpatschig und besucht ebenfalls, obwohl sie wie Keiji den „Kyōhaku Dog's“ angehört Akihabara und den Comiket.

### Familienmitglieder
Ruko Ayase (綾瀬 ルコ, Ayase Ruko)
Sie ist die ältere Schwester von Yūto und arbeitet als private Sekretärin eines Firmenbesitzers. Obwohl sie eine sehr geschickte Karate-Schülerin ist und sie sich auf Arbeit größte Mühe gibt, verfällt sie zu Hause immer wieder dem Alkohol und betrinkt sich so sehr, dass sie nicht mehr in der Lage ist irgendwelche Hausarbeiten zu verrichten. Diese bleiben dann an Yūto hängen. Generell zeichnet sie sich durch einen rauen, bestialischen Umgangston aus. Zudem liebt sie es mit Waffen zu hantieren und trägt immer wieder ein von ihr „Ruri Dokuro“ (dt. Lapislazuli-Totenkopf) genanntes Schwert mit sich herum. Trotz ihrer sonst brutalen Art kommt sie sowohl mit Yukari als auch mit Haruka bestens aus, was Yūto hinsichtlich Haruka sehr ungewöhnlich findet.
Mika Nogizaka (乃木坂 美夏, Nogizaka Mika)
Als jüngere Schwester von Haruka besucht sie die Mittelschule im zweiten Jahrgang. Neben diversen Hobbys, wie dem Spielen von Violine oder Squash, ist es ihre Lieblingsbeschäftigung ihrer Schwester und Yūto nachzuspionieren. Ihre Persönlichkeit ist das komplette Gegenstück zu ihrer naiven und unerfahrenen Schwester Haruka. Sie genießt sie die Anwesenheit von Yūto, den sie Onii-san (dt. „älterer Bruder“) nennt und versucht immer wieder in die Beziehung zwischen Haruka und Yūto einzugreifen, wobei sie die beiden meistens ärgert.
Gentō Nogizaka (乃木坂 玄冬, Nogizaka Gentō)
Gentō ist der Vater von Haruka und Mika, der den Nachnamen der Familie seiner Frau Akiho übernahm. Sein Auftreten entspricht dem eines Mitglieds der Yakuza. Dennoch liebt er seine Töchter über alles und will sie davon abhalten zu viel Zeit mit Yūto zu verbringen. So stellte er sich besonders zu Anfang der Handlung mit seiner als Hell Hounds bezeichneten Eingriffstruppe zwischen Yūto, seiner Tochter und deren Vorliebe für Anime und Manga.
Akiho Nogizaka (乃木坂 秋穂, Nogizaka Akiho)
Akiho ist die Mutter von Haruka und Mika. Trotz ihrer zweifachen Geburt wird sie als jugendlich und schön dargestellt. So wurde sie zunächst von Yūto für Harukas ältere Schwester oder Cousine gehalten. Als Vorsitzende einer Kochschule besitzt sie eine sehr ruhige und intellektuelle Art, ist aber in der Lage ihren Ehemann zu Unterdrücken. So wird sie von Yūto und Haruka auch als „ultimative Waffe aus dem Hause Nogizaka“ beschrieben. Im Gegensatz zu Gentō denkt sie positiv über die Entwicklungen zwischen Haruka und Yūto. So genießt sie es aber auch wie Mika den beiden nachzuspionieren. Dennoch ist sie sehr streng, wenn es darum geht das Haruka ihr schulischen Leistungen erfüllen soll.
Ōki Nogizaka (乃木坂 王季, Nogizaka Ōki)
Er ist der Großvater mütterlicher Seite von Haruka und Mika. Er ist ein sehr gutherziger alter Mann mit einer sehr verträglichen Persönlichkeit. Obwohl er von seiner Position als Vorsitzender der Nogizaka Organisation zurückgetreten ist, besitzt er noch immer einen starken Einfluss auf die Ökonomie und die Politik. Als so genannter Schattenkrieger trägt er den Namen Heizō Sebastian Sakurazaka und ist der Großvater von Hazuki.

#### Dienstmädchen der Nogizakas
Hazuki Sakurazaka (桜坂 葉月, Sakurazaka Hazuki)
Als oberstes Dienstmädchen der Nogizakas soll sie sich Haruka und Mika kümmern. Insbesondere kümmert sie sich um Haruka und verhält sich ihr gegenüber wie eine ältere Schwester. Sie ist üblicherweise sehr ruhig und verzieht keine Mine. Dennoch platzt ihr manchmal der Kragen und sie gibt wie eine Bombe einschlagende Bemerkungen von sich. Heimlich verehrt sie niedliche Dinge über alles und besitzt eine Sammlung von Plüschtieren. Trotz dieses weichen Kerns taucht sie immer wieder aus dem Nichts auf und trägt eine Kettensäge als universelles Werkzeug mit sich.
Nanami Nanashiro (七城 那波, Nanashiro Nanami)
Als Dienstmädchen mit den dritthöchsten Rang soll sie Hazuki bei ihrer Arbeit unterstützen und kümmert sich dabei zumeist um Mika. Meist im Auftrage von Mika spioniert sie ebenfalls Yūto und Haruka hinterher. Sie trägt sehr häufig eine Sonnenbrille und taucht ähnlich zu Hazuki oft aus dem Nichts auf, hält jedoch einen riesigen Hammer in ihren Händen. Trotz ihrer freundlichen Art und häufigen Lächeln besitzt sie eine boshafte Zunge. Ihr Fahrstil als Chauffeur wird als mörderisch beschrieben, stellt jedoch immer wieder die letzte Rettung dar, wenn es darum geht irgendwo pünktlich zu erscheinen.

## Entstehung und Veröffentlichungen
Die Light-Novel-Reihe Nogizaka Haruka no Himitsu wurde von Yūsaku Igarashi geschrieben und von Shaa illustriert. Ursprünglich wurde sie in dem von Media Works herausgegebenen und mittlerweile eingestellten Light-Novel-Magazin Dengeki hp veröffentlicht. Darin wurden die ersten Kapitel der Light Novel mit dem Erscheinen der 30. und 31. Auflage am 18. Juni und 21. August 2004 erstmals abgedruckt. Etwa zwei Monate später wurde am 10. Oktober 2004 die erste gebundene Ausgabe der Buchreihe von ASCII Media Works unter dem eigenen Label Dengeki Bunko veröffentlicht. Bis zum 10. Juli 2012 erschienen insgesamt 16 Bände. Innerhalb der Dengeki hp erschienen weiterhin noch zusätzliche Kapitel in den Ausgaben 34, 35, 41 und 47.
Die Mainichi Shimbun berichtete das bis zum Januar 2008 über 700.000 Exemplare der ersten sieben Ausgaben verkauft wurden.

### Manga
Als Manga wurde Nogizaka Haruka no Himitsu durch Yasuhiro Miyama adaptiert und übernimmt dabei Handlung aus der Light-Novel-Reihe. Veröffentlicht wurden die 24 Kapitel erstmals vom 26. August 2006 (Ausgabe 10/2006) bis 26. Juni 2010 (Ausgabe 8/2010) im Seinen-Manga-Magazin Dengeki Moeoh veröffentlicht, das von ASCII Media Works herausgegeben wird. Die Kapitel wurden vom 15. November 2007 bis 27. September 2010 in vier Sammelbänden (Tankōbon) zusammengefasst, die unter dem Label Dengeki Comics veröffentlicht wurden.

### Hörspiele
Eine vier Folgen umfassende Hörspiel-Radiosendung wurde seit dem 27. Oktober 2007 auf dem Sender Dengeki Taishō, der ebenfalls zu ASCII Media Works gehört, übertragen. Im Anschluss wurde am 10. Januar 2008 eine Hörspiel-CD mit einer Länge von etwa einer Stunde veröffentlicht, die die Handlung der zweiten Folge ergänzte. Alle Hörspiele wurden von denselben Sprechern wie auch im Anime gesprochen.

### Anime

#### Nogizaka Haruka no Himitsu
Eine Adaption als Anime-Fernsehserie erfolgte im Jahr 2008 durch Studio Barcelona. Regisseur der einzelnen Folgen war Munenori Nawa, deren Drehbuch durch Tsuyoshi Tamai geschrieben wurde. Das Design der Charaktere basiert auf den Illustrationen von Shaa und wurde durch Satoshi Ishino, bekannt aus Excel Saga oder Puni Puni Poemy, überarbeitet. Die 12 Folgen umfassende Serie wurde vom 4. Juli bis zum 26. September 2008 auf den Sendern Chiba TV und TV Kanagawa übertragen.
Für den Vorspann der Serie wurde der Titel Tomadoi Bitter Tune (とまどいビターチューン) von Miran Himemiya und den Chocolate Rockers verwendet. Im Abspann war dies der Titel Hitosashiyubi Quiet! (ひとさしゆびクワイエット！). Letzterer wurde von den Kana Ueda, Mai Goto, Rina Satou, Kaori Shimizu und Mamiko Noto gesungen.

#### Nogizaka Haruka no Himitsu: Purezza
In einem Beizettel der 10. Publikation der Light Novel Ōkami to Kōshinryō (auch bekannt als Spice and Wolf) wurde die Produktion einer zweiten Staffel des Animes für April 2009 angekündigt. Sie trägt den Titel Nogizaka Haruka no Himitsu: Purezza (乃木坂春香の秘密 ぴゅあれっつぁ♪, ~: Pyuarettsa), wobei purezza Italienisch für „Reinheit, Unschuld“ ist. Regisseur ist wie zuvor Munenori Nawa, der zwischenzeitlich die Regie in D.C.II S.S. ~Da Capo II Second Season~ und der OVA Kiss×sis übernahm. Mit Tsuyoshi Tamai ist auch derselbe Drehbuchautor wie zuvor an der Produktion beteiligt gewesen. Tsuyoshi arbeitete in der Zwischenzeit an Titeln wie Strike Witches oder Inukami!. Ebenfalls gleich geblieben ist Satoshi Ishino als Character-Designer. Zwischenzeitlich änderte sich jedoch der Name von Studio Barcelona zu Diomedéa. Ausgestrahlt wurde die zweite Staffel vom 6. Oktober 2009 bis zum 22. Dezember 2009 auf den Sendern Tokyo MX und Yomiuri TV. Die Sender AT-X und TV Kanagawa übertrugen die Folgen je einen Tag später.

#### Nogizaka Haruka no Himitsu: Finale
2012 erschien eine weitere Fortsetzung als OVA namens Nogizaka Haruka no Himitsu: Finale (乃木坂春香の秘密 ふぃな〜れ♪, ~: Fināre). Der Produktionsstab blieb zur Fernsehserie unverändert. Die vier Folgen wurden auf DVD und Blu-ray am 29. August, 12. Oktober, 31. Oktober bzw. 28. November 2012 veröffentlicht. Allerdings wurden die Folgen jeweils wenige Tage vor ihrer Heimvideoveröffentlichung zwischen dem 17. August und 25. November 2012 auf AT-X und Tokyo MX ausgestrahlt.

#### Synchronisation
| Rolle             | japanischer Sprecher (Seiyū) |
| ----------------- | ---------------------------- |
| Yūto Ayase        | Wataru Hatano                |
| Haruka Nogizaka   | Mamiko Noto                  |
| Nobunaga Asakura  | Reiko Takagi                 |
| Yukari Kamishiro  | Miyu Matsuki                 |
| Shiina Amamiya    | Rina Satō                    |
| Mai Asahina       | Aki Toyosaki                 |
| Ruko Ayase        | Hitomi Nabatame              |
| Mika Nogizaka     | Mai Goto                     |
| Gentō Nogizaka    | Fumihiko Tachiki             |
| Akiho Nogizaka    | Aya Hisakawa                 |
| Ōki Nogizaka      | Rokurō Naya                  |
| Hazuki Sakurazaka | Kaori Shimizu                |
| Nanami Nanashiro  | Kana Ueda                    |

### Computerspiel
Für die PlayStation 2 erschien eine von Vridge erstelltes und von ASCII Media Works vermarktete Ren’ai-Simulation. Diese erschien in Japan am 25. September 2008 und trägt den Titel Nogizaka Haruka no Himitsu: Cosplay Hajimemashita (乃木坂春香の秘密 こすぷれ、はじめました♥).